# Riad Bajić
Riad Bajić (bs [rǐaːd bǎjitɕ]; n. 6 mai 1994) este un fotbalist profesionist bosniac, care joacă pe postul de atacant pentru echipa de Serie A Udinese și pentru echipa națională a Bosniei și Herțegovinei.
Bajić și-a început cariera de fotbalist profesionist la Željezničar, după care s-a transferat la Konyaspor în 2015. Doi ani mai târziu a ajuns la Udinese. În 2018, el a fost împrumutat la İstanbul Bașakșehir.
Un fost internațional de tineret pentru Bosnia și Herțegovina, Bajic și-a făcut debutul pentru echipa națională mare în 2017.

### Zeljeznicar
Bajic este un produs al lui Željezničar, la a cărui academie de tineret s-a înscris în 2003. El și-a făcut debutul la profesioniști în meciul de calificare al echipei în Liga Campionilor împotriva lui Viktoria Plzeň la 16 iulie 2013 la vârsta de 19 ani. La 19 octombrie, a marcat primul său gol la profesioniști împotriva lui Mladost Velika Obarska.
Cu 15 goluri, Bajić a terminat sezonul 2014-2015 ca golgheter al campionatului.

### Konyaspor
În august 2015, Bajić a fost transferat de clubul turc Konyaspor, cu care a semnat un contract pe trei ani, suma de transfer fiind de aproximativ 500.000 de euro. El a debutat pentru club într-un meci încheiat la egalitate scor 1-1 împotriva lui Akhisar pe 15 august și a marcat primul său gol împotriva lui Gaziantepspor două luni mai târziu.
În ianuarie 2017, Bajić a semnat un contract nou și îmbunătățit cu Konyaspor până în iunie 2020. În acel sezon a fost golgheterul echipei. Cele 17 goluri ale sale au fost cele mai multe goluri marcate de jucător al lui Konyaspor într-un singur sezon, bătând recordul anterior de 13 goluri marcate de Theofanis Gekas. Bajić a câștigat primul său titlu cu Konyaspor la 31 mai 2017, învingând-o pe İstanbul Bașakșehir în finala Cupei Turciei.

### Udinese
La 1 august 2017, s-a anunțat faptul că Bajić a fost cumpărat de echipa italiană Udinese, pentru suma de 5,5 milioane de euro. Debutul său oficial pentru Udinese a venit într-o victorie cu 3-2 în Coppa Italia împotriva lui Frosinone două săptămâni mai târziu. El a debutat la 17 septembrie împotriva lui AC Milan.
La 20 ianuarie 2018, Bajić s-a întors în Turcia, fiind împrumutat timp de șase luni la echipa İstanbul Bașakșehir din Süper Lig. O săptămână mai târziu, și-a făcut debutul în campionat pentru noua sa echipă  într-o victorie scor 5-0 cu Kardemir Karabükspor. Bajić a marcat primul său gol într-o înfrângere în deplasare cu Alanyaspor pe 9 martie.
În iunie 2018, împrumutul său a fost prelungit pentru încă un sezon.

## La națională
Bajić a fost membru al echipei sub 21 de ani a Bosniei și Herțegovinei, sub comanda antrenorului Darko Nestorović.
În martie 2015, el a primit prima sa convocare pentru meciurile împotriva Andorrei și Austriei. A debutat la națională pe 25 martie 2017 în meciul de calificare la Campionatul Mondial din 2018 împotriva Gibraltarului.